# Naufrágio do MV Nyerere
O MV Nyerere era uma balsa tanzaniana do Lago Vitória que virou no dia 20 de setembro de 2018 enquanto viajava entre as ilhas de Ukerewe e Ukara.
As autoridades acreditam que a balsa estava transportando mais de 400 passageiros no momento do naufrágio, aproximadamente quatro vezes a capacidade máxima da embarcação. O número preciso de passageiros é desconhecido, já que o equipamento de registro foi perdido durante o incidente. O governo da Tanzânia declarou que pelo menos 227 pessoas morreram como resultado do naufrágio, mas um o número de mortes pode passar de 300, já que muitos passageiros continuam desaparecidos.